# Llista de terrae a Mart
A continuació es mostra una llista de les regions de Mart amb el nom de Terra (pl. Terrae). La majoria cobreixen àrees grans i accidentades, que sovint inclouen canals de sortida, craterització i "terreny del caos". Es poden contrastar amb les Planitia (per exemple, Amazonis Planitia) i mare (per exemple, Mare Erythraeum), regions més llises d'albedo diferent.
| Nom                | Coordenades                            | Diàmetre de característica (km) |
| ------------------ | -------------------------------------- | ------------------------------- |
| Aonia Terra        | 62° 00′ S, 100° 00′ E / 62.0°S,100.0°E | 3,372                           |
| Arabia Terra       | 23° 00′ N, 355° 00′ E / 23.0°N,355.0°E | 6,000                           |
| Terra Cimmeria     | 35° 00′ S, 215° 00′ E / 35.0°S,215.0°E | 5,400                           |
| Margaritifer Terra | 5° 00′ S, 25° 00′ E / 5.0°S,25.0°E     | 2,049                           |
| Noachis Terra      | 45° 00′ S, 350° 00′ E / 45.0°S,350.0°E | 4,800                           |
| Promethei Terra    | 58° 00′ S, 260° 00′ E / 58.0°S,260.0°E | 3,300                           |
| Terra Sabaea       | 2° 00′ N, 318° 00′ E / 2.0°N,318.0°E   | 4,700                           |
| Terra Sirenum      | 40° 00′ S, 150° 00′ E / 40.0°S,150.0°E | 3,900                           |
| Tempe Terra        | 40° 00′ N, 71° 00′ E / 40.0°N,71.0°E   | 2,753                           |
| Tyrrhena Terra     | 15° 00′ S, 270° 00′ E / 15.0°S,270.0°E | 2,300                           |
| Xanthe Terra       | 3° 00′ N, 48° 00′ E / 3.0°N,48.0°E     | 2,465                           |